# Leonas Baltrūnas
Leonas Baltrūnas (Riga, 20 ottobre 1914 – Melbourne, 20 aprile 1993) è stato un cestista e allenatore di pallacanestro lituano.

## Carriera
Con la Lituania ha vinto gli Europei del 1937 e del 1939. Nel campionato lituano vestì la maglia del CJSO Kaunas. Si trasferì poi in Australia, e nel corso degli anni cinquanta allenò anche la Nazionale.